# Piotr Gan
Piotr Gan (ur. 7 stycznia 1914 w Kamieńcu Podolskim zm. 6 kwietnia 1983 w Kielcach) – polski badacz i popularyzator wiejskich oraz małomiasteczkowych tradycji muzycznych i rzemieślniczych Kielecczyzny. Jego grób znajduje się na kieleckim cmentarzu prawosławnym.

## Życiorys
Piotr Gan urodził się w Kamieńcu Podolskim, w rodzinie sędziego grodzkiego. Ukończył szkołę podstawową we Włodzimierzu Wołyńskim, gimnazjum w Sarnach, a liceum w Wilnie. Na rok przed maturą, jako wolny słuchacz, rozpoczął studia w Konserwatorium Muzycznym w Wilnie w klasie śpiewu. Po studiach, uwieńczonych dyplomem, w 1939 roku został przyjęty przez Dyrekcję Lasów Państwowych na stanowisko leśniczego i wrócił do Włodzimierza Wołyńskiego.
Piotr Gan tak wspominał tamten okres swojego życia:

Pracowałem tam jako leśniczy. Z obowiązku służbowego przeprowadzałem dochodzenia o kradzież drzewa i… stąd zaczęły się moje pierwsze kontakty z rzemiosłem ludowym. Z kradzionych drzew, zwłaszcza buków i dębów chłopi wyrabiali ozdobne przęślice, niecki i jarzma. Zafascynowały mnie te prace. W pobliżu był także duży ośrodek garncarstwa. Wyrabiano tu m.in. ozdobne kafle.

W 1943 roku rodzina Ganów trafiła do transportu wiozącego mieszkańców Włodzimierza Wołyńskiego na roboty przymusowe do Niemiec. Po przekupieniu strażnika uciekli w okolicach Starachowic, gdzie przebywali do końca wojny. W Starachowicach Piotr Gan podjął pracę w Wydziale Kultury starostwa powiatowego. Najpierw w charakterze referenta, a następnie kierownika wydziału.
W 1945 roku Piotr Gan zetknął się z garncarzami z Iłży i terminował u najsłynniejszego iłżeckiego garncarza Stanisława Pastuszkiewicza. We wrześniu 1946 roku zorganizował w Starachowicach pierwszą po wyzwoleniu wystawę ceramiki iłżeckiej, której wystawcy otrzymali honoraria rzeczowe w postaci paczek UNRRA.
W drugiej połowie lat 40. Gan został awansowany na stanowisko zastępcy dyrektora ds. kultury Wojewódzkiej Rady Narodowej w Kielcach odpowiedzialnego za upowszechnianie kultury w województwie kieleckim. Od połowy lat 50. Gan zaczął zamieszczać w sobotnim dodatku kulturalnym do gazety „Słowo Ludu” rozliczne publikacje i felietony, recenzje, biografie i szkice dotyczące miejscowych twórców ludowych. Swoje teksty ilustrował wykonanymi przez siebie zdjęciami.

## Współpraca z Polskim Radiem

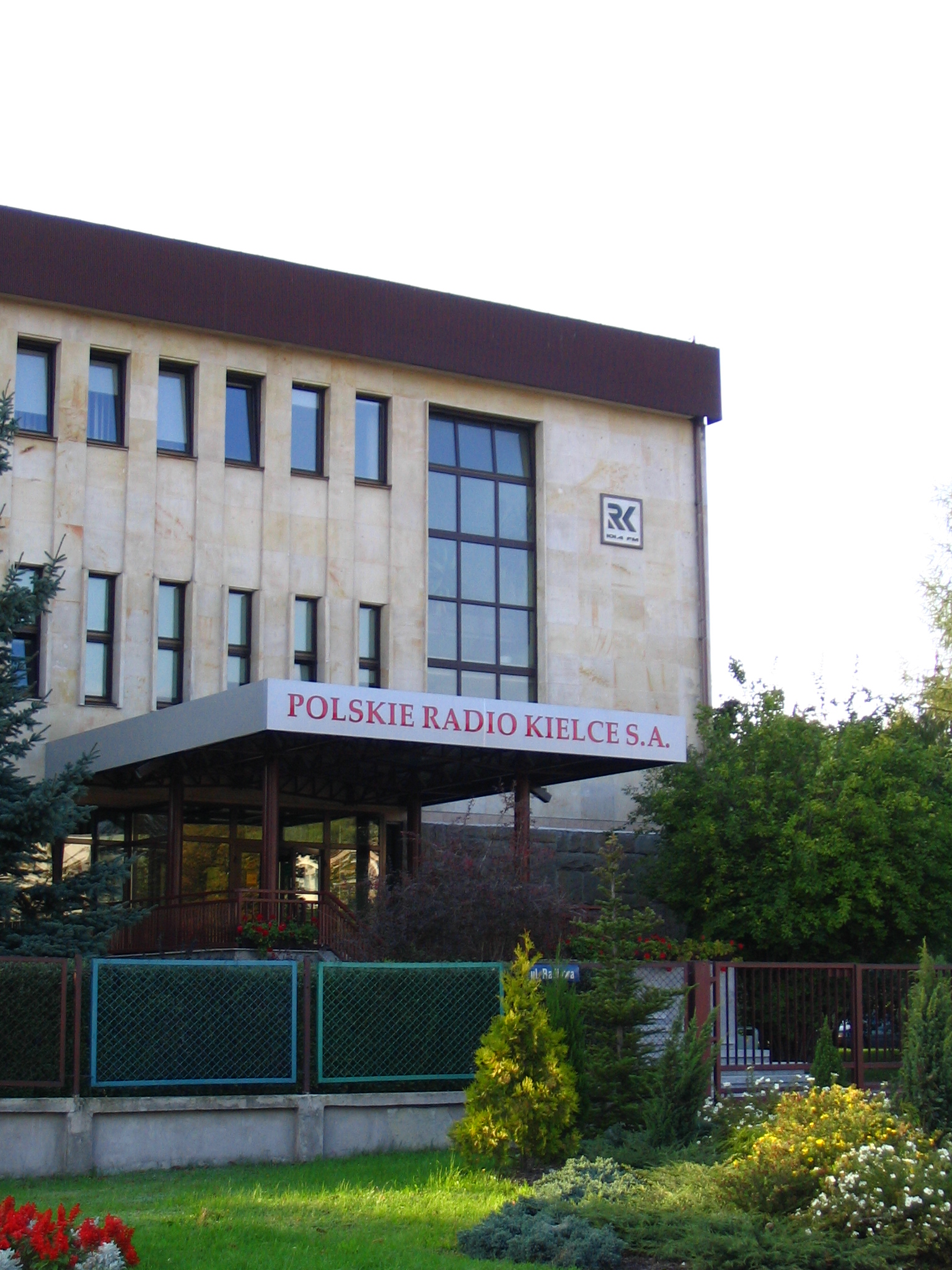
Siedziba Radio Kielce, 2006.

W na początku lat 60. roku Piotr Gan rozpoczął współpracę z Polskim Radiem w Kielcach, którego redaktorem naczelnym była wtedy Maria Olkuśnik, tworząca kielecką rozgłośnię. Służbowy wóz transmisyjny marki „Phenomen” odziedziczony po rozgłośni warszawskiej, z kierowcą Bogdanem Orzechowskim i realizatorem dźwięku Ryszardem Makowskim, przynajmniej raz w tygodniu objeżdżał województwo kieleckie, by zebrać materiał do tworzonych przez Piotra Gana audycji z cyklu: „Muzyczna premia tygodnia”, „Z fonoteki naszego folkloru” i „Koncertu życzeń”.
Wiele z tych audycji Gan zrealizował przy współpracy dziennikarza radiowego Czesława Kussala. Zainteresowanie audycjami wśród słuchaczy Radia Kielce było ogromne. Część z nich trafiała na antenę ogólnopolską i była emitowana w Pierwszym Programie Polskiego Radia.
Piotr Gan przyczynił się do powstania 4000 nagrań audio dokumentujących repertuar ponad dwustu wiejskich kapel z obszaru Ziemi Radomskiej i Kielecczyzny oraz ćwierć tysiąca audycji o obrzędach, rzemiośle i zwyczajach ludowych. Materiały te stanowią unikalną w skali Polski dokumentację wiejskich tradycji muzycznych i ich przemian w ciągu trzech dekad od zakończenia II wojny światowej. Lata badań i obserwacji etnograficznych sprawiły, że stał się wybitnym znawcą folkloru muzycznego tych regionów.
Od roku 1984 główna nagroda dla najlepszej kapeli konkursu Buskich Spotkań z Folklorem, którą przyznaje Polskie Radio Kielce nosi imię Piotra Gana.

## Odznaczenia, nagrody
- Srebrny Krzyż Zasługi, 1947 r.

- Krzyż Kawalerski Orderu Odrodzenia Polski, kwiecień 1983 r. – odznaczony pośmiertnie.

- Nagroda im. Oskara Kolberga, 1981 r.[7]